# Mezquita Juma (Ordubad)
Mezquita Juma de Ordubad (en idioma azerí:  está situada en el raión de Ordubad, Azerbaiyán y es una de las construcciones culturales de la ciudad de Ordubad. El edificio está situado en el lugar más alto de la población.

## Arquitectura
El aspecto arquitectónico exterior de la mezquita está datado del siglo XVII según sus segmentaciones arquitectónicas, está rodeada por un pequeño patio, ubicado en una cierta elevación y es visible desde lejos. Las puertas de entrada a la mezquita están decoradas con inserciones de azulejos verdes y azul verdoso. Una escritura fijada en la entrada principal del edificio muestra que fue construido en 1604, durante el reinado del sah de Irán Abás el Grande (reinado: 1588-1629) de la dinastía safávida.
El edificio fue construido sobre una roca alta cubierta de arenisca, lo que da el efecto de tener en un estilobato artificial. Como resultado, el edificio, que no es tan alto, ha ganado un aspecto más alto entre los acabados circundantes.
Sin embargo, algunos elementos de un plano de la mezquita indican que fue construido antes, pero que en el siglo XVII fue reconstruido de nuevo, y que la sala de oración de tres naves ocupa el lugar central en el plano. El uso de nichos con arcos profundos sujetos a los marcos de los arcos es la característica peculiar de la arquitectura de las construcciones de culto. Los muros de la mezquita fueron construidos con piedra de escombros y enlucidos con ladrillos de 21x21x5 cm.

## Galería

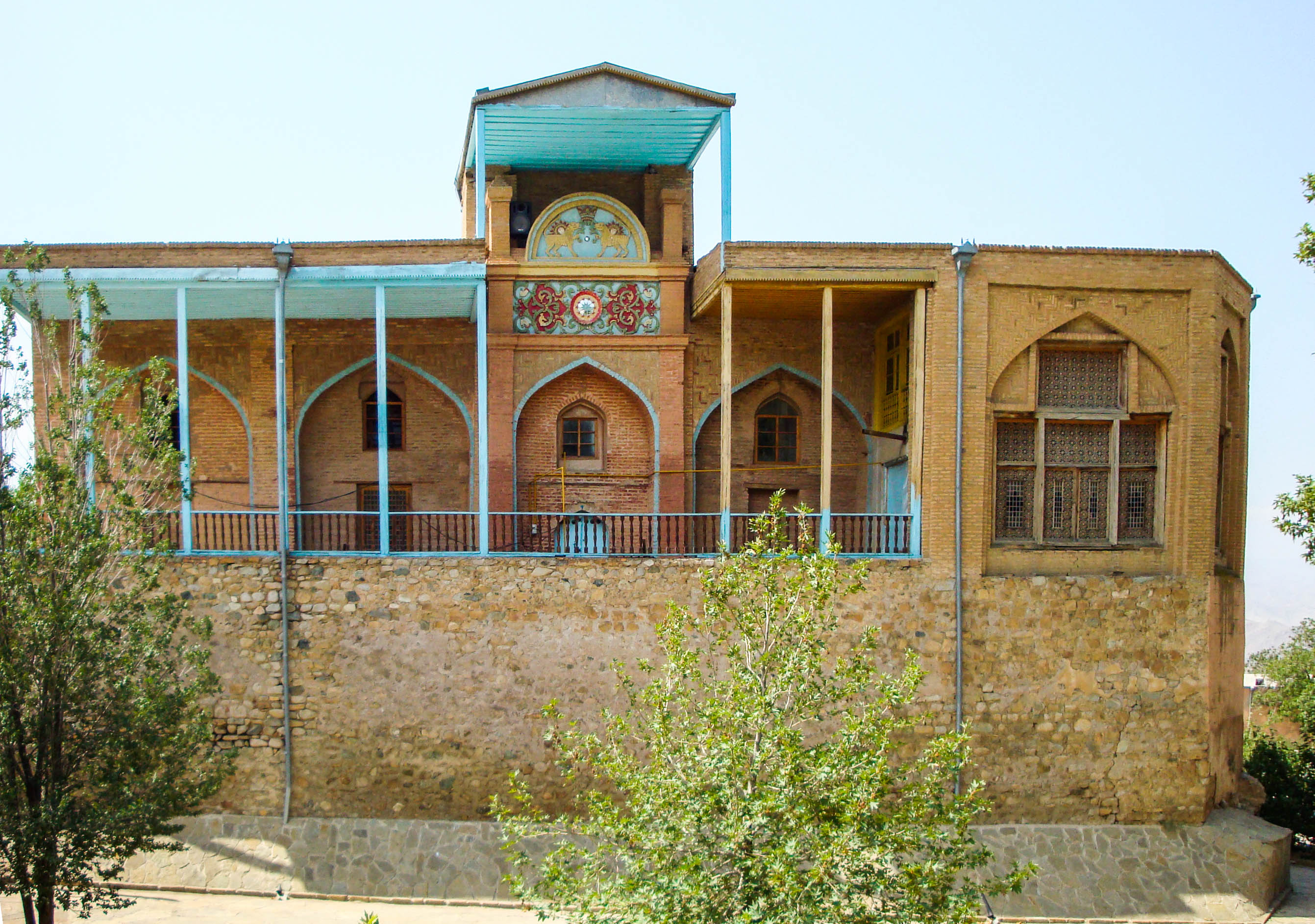
Vista lateral norte
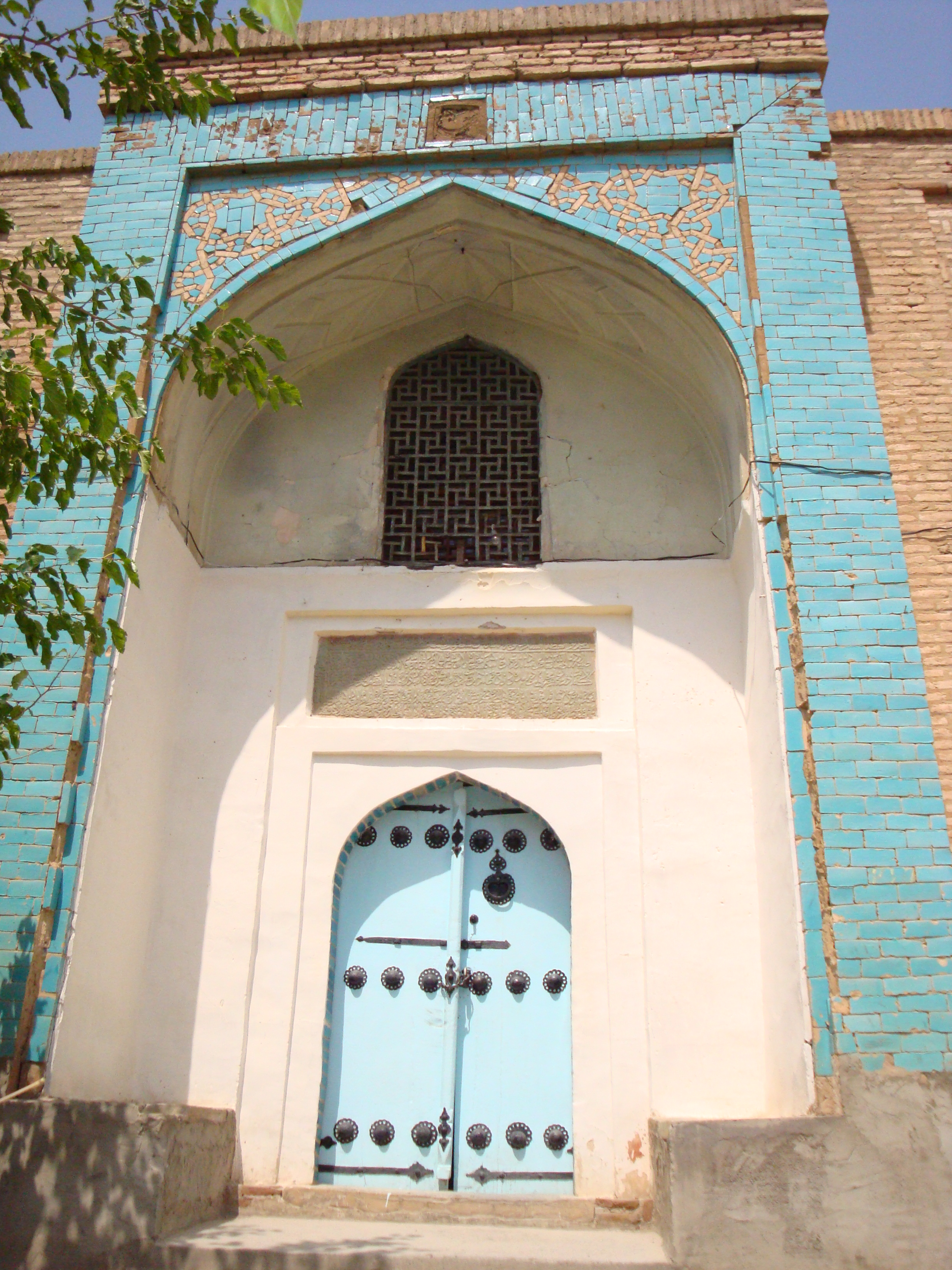
Entrada principal de la mezquita
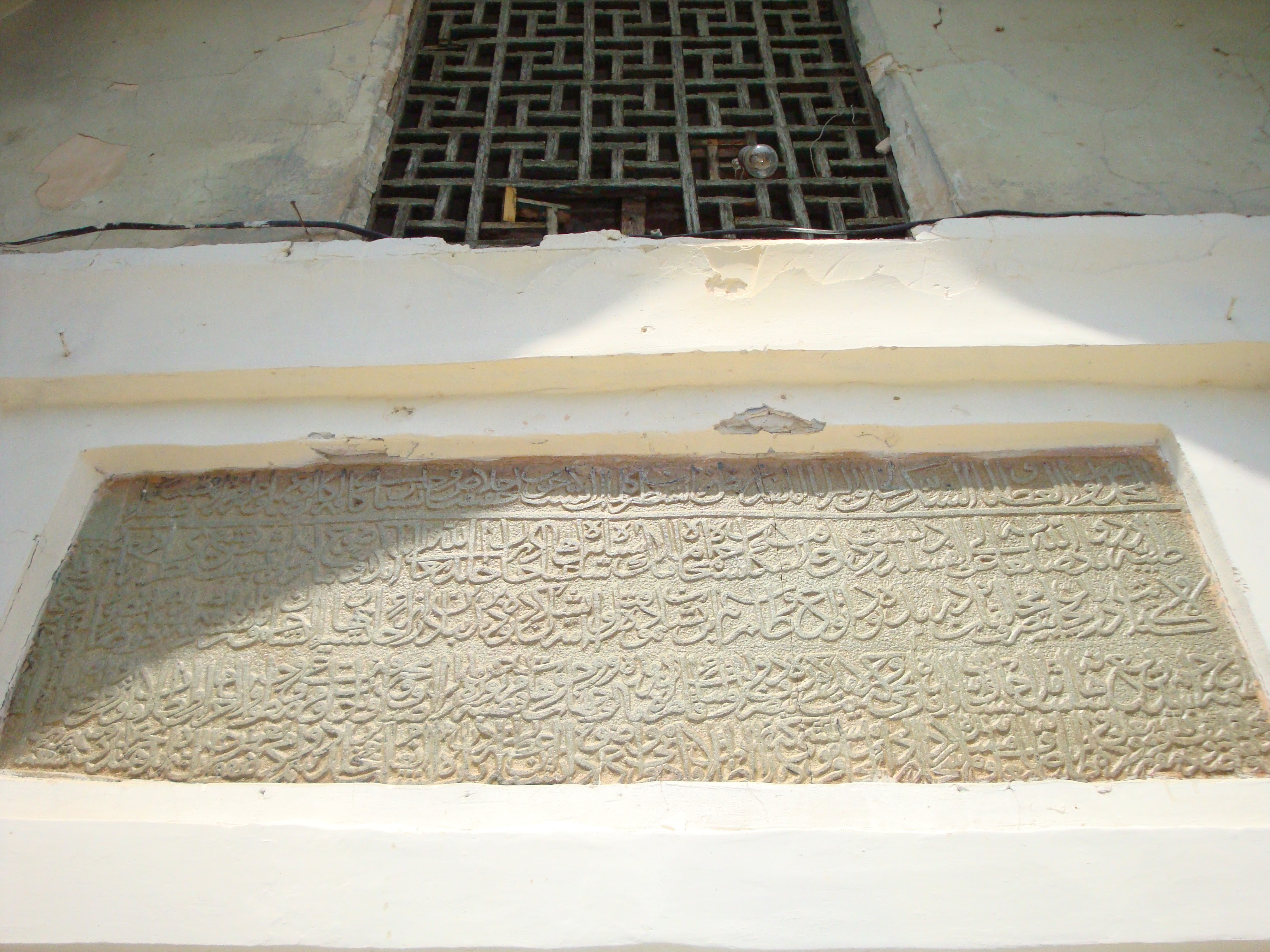
Inscripción de Abás el Grande
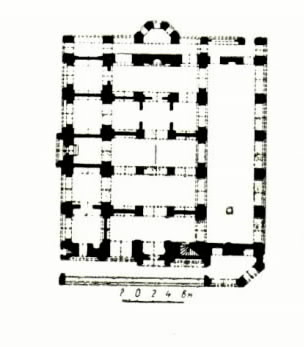
Plano